# Hetzner
Hetzner Online GmbH es una empresa y operador de centros de datos con sede en Gunzenhausen, Alemania.
No debe confundirse con su antigua empresa homónima y socia sudafricana Xneelo 
(anteriormente Hetzner (Pty) Ltd) — las dos son empresas independientes registradas e incorporadas por sus propios derechos según las leyes nacionales aplicables. No tienen los mismos accionistas.

## Historia
Hetzner Online GmbH (Gesellschaft mit beschränkter Haftung) inició sus operaciones en Alemania en 1997 bajo el nombre de Hetzner Online Services. Entre 2000 y 2015, Hetzner Online operó en Alemania bajo la personalidad jurídica AG ("Aktiengesellschaft"). En 2015 cambió su personalidad jurídica a GmbH. Además, a principios de 2019 Hetzner Online amplió su equipo de directores ejecutivos con Stephan Konvickova y Günther Müller
La empresa lleva el nombre de su fundador, Martin Hetzner. Hetzner Online posee y opera cuatro parques de centros de datos en Núremberg y Falkenstein (Alemania), Tuusula (Finlandia), y Ashburn, Virginia (Estados Unidos). Además, Hetzner Online es coinversor en el proyecto Cinia C-Lion1, que conecta Helsinki y Rostock, Alemania, con 1.100 cables submarinos de fibra de vidrio de varios kilómetros de longitud. El cable proporciona una conexión de alta velocidad entre los centros de datos alemanes y finlandeses de Hetzner.
En 2017, Hetzner Online celebró su vigésimo aniversario con un evento de varios días en su parque de centros de datos en Falkenstein. El evento, "Willkommen im Internet", incluyó talleres técnicos, un recorrido por las instalaciones y un concierto público al aire libre de la cantante austriaca Christina Stürmer.
La sede central de Hetzner Online tiene su sede en Gunzenhausen, Baviera, Alemania.

## Servicios
Hetzner Online ofrece alojamiento dedicado, alojamiento web compartido, servidores privados virtuales, servidores administrados, nombres de dominio, certificados SSL, cajas de almacenamiento y nube. En los parques de centros de datos ubicados en Nuremberg, Falkenstein y Tuusula / Finlandia, los clientes también pueden conectar su hardware a la infraestructura y red de Hetzner Online con los servicios de colocación de la empresa. La compañía opera un sitio de subastas de servidores en línea donde la posibilidad de alquilar servidores dedicados más antiguos (no comprarlos ni colocarlos) se subasta en forma de subasta holandesa.
Hetzner Online tiene un acuerdo de registro de nombres de dominio con ICANN (para registrar dominios bajo .com, .net y .org y otros), DENIC (para .de), y nic.at (para .at).

## Infraestructura
Los proyectos de centros de datos de Hetzner Online se coordinan e implementan internamente con la menor subcontratación posible. Unidades de centro de datos atendidas por múltiples enlaces ascendentes redundantes, incluidos 1300 Gbit/s a DE-CIX y enlaces de fibra óptica a Nuremberg y Frankfurt. Las instalaciones de colocación están ubicadas en todos los parques de centros de datos de Nuremberg, Falkenstein (Vogtland) en Alemania y Helsinki en Finlandia. En 2021, se abrió un centro de datos en Ashburn, Virginia, lo que supuso el primer servidor estadounidense de Hetzner.

## Red
La red troncal se construye en forma de una red en anillo entre los centros de datos de Núremberg y Falkenstein, así como el punto de Internet más importante, Frankfurt. Todas las ubicaciones están conectadas a nodos de intercambio central como DE-CIX, AMS-IX, DATA-IX y V-IX a través de la red de fibra óptica propia de la empresa. Todos los servidores dedicados de Hetzner tenían un límite mensual mínimo de 20 TB para velocidad máxima en sus servidores con la opción de una tarifa adicional para velocidad máxima más allá de ese punto; sin embargo, han elevado el límite de ancho de banda en velocidades de conexión de 1 Gbit/s a partir del 1 de octubre. 2018.

## Incidentes

### Hackeo
En junio de 2013, Hetzner Online sufrió una brecha de seguridad en la que la información del cliente quedó expuesta a atacantes que habían comprometido los sistemas de monitoreo de Hetzner Online.

### Quejas rusas sobre Glavcom.ua
A principios de agosto de 2014, el Servicio Federal Ruso de Supervisión de Comunicaciones, Tecnologías de la Información y Medios de Comunicación (Roskomnadzor) envió una exigencia a muchas agencias de noticias, incluida la BBC, prohibiendo cualquier mención de la manifestación que se estaba organizando en la ciudad siberiana de Novosibirsk en apoyo a la federalización de Siberia. Varios de estos mensajes fueron enviados a Ucrania, que se encontraba en medio de una guerra no declarada con los paramilitares rusos en la región de Donetsk. Como los periódicos en línea ucranianos no eliminaron el artículo, Roskomnadzor envió cartas a sus proveedores de Internet exigiendo la eliminación de la noticia. Hetzner Online cumplió con las demandas y envió un aviso a glavcom.ua, diciendo: "Resuelva el problema y responda dentro de las próximas 24 horas para evitar la suspensión". Esta es la fecha límite final."
Esta historia fue ampliamente reimpresa en fuentes de noticias. El Ministerio de Asuntos Exteriores de Ucrania emitió un comunicado expresando solidaridad con los propietarios y periodistas de glavcom.ua. Vassily Zvarych, subdirector del Departamento de Comunicaciones del Ministerio de Asuntos Exteriores, dio una conferencia de prensa diciendo que estaba sorprendido por el cumplimiento por parte de Hetzner Online de la denuncia rusa. Además, una sección alemana de Reporteros sin Fronteras emitió un comunicado condenando a Roskomnadzor.
Los avisos de suspensión de Glavcom.ua fueron emitidos por Hetzner Online el 6 de agosto de 2014; El 10 de agosto, Hetzner Online se disculpó, negando que se hubiera planeado alguna censura y que su soporte técnico hubiera tomado una decisión equivocada, lo cual lamentan. Sin embargo, en aquel momento la historia se publicó ampliamente en los medios de comunicación alemanes y Glavcom.ua ya había migrado de Hetzner Online a otro proveedor de hosting.

### Demanda no.spam.ee
En 2013, un activista antispam estonio, Tõnu Samuel, publicó una entrada de blog sobre un presunto spammer, Silver Teede, en su sitio web no.spam.ee. En represalia, Teede escribió una queja al proveedor de servicios del blog, Hetzner Online, quien decidió cancelar los servicios del blog. En un caso judicial posterior, los tribunales estonios consideraron que las quejas eran infundadas y concedieron a Samuel una indemnización por parte de Silver Teede por la pérdida de los servidores de Samuel.

### Duplicar claves SSH Ed25519
Desde abril de 2015 hasta diciembre de 2015, muchas de las imágenes del sistema operativo utilizadas por el programa de instalación installimage de Hetzner habían utilizado claves SSH Ed25519 duplicadas. Potencialmente, esto podría significar que un atacante podría utilizar un ataque de intermediario para comprometer una conexión SSH que utilizaba claves Ed25519. Hetzner envió un correo electrónico a todos los clientes afectados con servidores potencialmente afectados con información sobre el problema y cómo solucionarlo.

### Bloqueo de "Novaya Gazeta"
El 11 de enero de 2016, Hetzner bloqueó el sitio en San Petersburgo de Novaya Gazeta, el principal periódico no gubernamental de oposición en Rusia. El periódico calificó el acto como censura política sin ningún procedimiento legal.

### Bloqueo de información sobre la guerra de Ucrania
El 7 de marzo de 2022, durante la invasión rusa de Ucrania en 2022, Hetzner supuestamente bloqueó servidores pertenecientes a un sitio web de información de guerra afiliado al estado ucraniano (war.ukraine.ua), que fue publicado por la cuenta oficial de Twitter de Ucrania. Hetzner inicialmente negó haber bloqueado el sitio web en cuestión, afirmando que Cloudflare les informó que la IP no pertenece a su red. Dos días después, Hetzner confirmó mediante un comunicado de prensa que habían suspendido por error los servidores debido a "anomalías" encontradas en la cuenta por un empleado, que provenían de una "verificación de plausibilidad" aún no completamente desarrollada y afirmó que sus acciones no tebía un motivo político. Desde entonces, el comunicado de prensa ha sido eliminado del sitio web de Hetzner.